# Dimetiltriptamin
Dimethyltryptamine, također poznat kao DMT ili N,N-dimethyltryptamine je triptamin koji se prirodno javlja u ljudskom tijelu. Stvara se u vrlo malim količinama tijekom normalnog metabolizma preko enzima triptamin-N-metiltransferaza.
Ima indolnu strukturu i sličan je neurotransmiteru serotoninu koji je također po prirodi triptamin. Čist DMT na sobnoj temperaturi izgleda kao bezbojni vosak ili kristal. DMT je prvotno sintetiziran 1931. godine, tek je kasnijih godina pronađen unutar ljudskog organizma. Također se prirodno nalazi u velikom broju biljaka. Biljke koje sadrže DMT se koriste unutar nekoliko južnoameričkih šamanističkih kultura. On je glavni aktivni sastojak praha yopo i napitka ayahuascae.

## Halucinogena svojstva
DMT je jaka psihoaktivna tvar. Ako se DMT unosi pušenjem, inhalacijom, injekcijom, ili oralno (zajedno s maoinhibitorima, može izazvati posebno jako entheogentsko iskustvo, uključuju stvarne halucinacije (iskustvo koje se ničime ne razlikuje od stvarnosti).  
Inhalacija: Ako se DMT puši ili inhalira, maksimalni učinak traje kratki vremenski period (10 minuta +/- 5 minuta). Početak djelovanja nakon inhalacije je vrlo brz (manje od 45 sekundi) i maksimum dosežu za manje od minute.
Intravenozno: Injektiranje DMT-a stvara iskustvo slično inhalaciji u dužini trajanja, intenzitetu, i karakteristikama.
Oralno unošenje: DMT se unutar probavnog sustav raspada zbog djelovanja enzima maooksidatora, te je neaktivan, ako se uzima oralno, osim ako se ne uzima uz maoinhibitore (MAOI).  Šamanski napitak ayahuasca, ili yage, je mješavina slična čaju, a sastoji se od prokuhanog lišća, dijelova korjenja različitih biljaka, obično se koriste Psychotria viridis koja sadrži veliki postotak DMT-a, i Banisteriopsis caapi kaoja sadrži hermalin alkaloide koji su snažni MAOI. Uzimajući se oralno s odgovarajućim MAOI-ma, DMT stvara dugotrajno(više od 1 sata), izrazito intenzivno iskustvo.
DMT iskustvo uključuje izrazite vremenske dilacije, putovanja kroz vrijeme, putovanja u paranormalne svjetove, i susrete sa spiritualnim bićima ili drugim mističnim/trans-dimenzionalnim bićima, koja se ne mogu verbalno niti vizualno opisati. 
1988. godine proučavanje provedeno na sveučilištu u Novom Mexicu, psiholog Rick Strassman je otkrio da približno 20% obrovoljaca kojima su injektirane visoke doze DMT-a imaju iskustva identična otmicama vanzemaljaca.
Jako je neobično da netko tko je uzimao DMT u bilo kojoj formi, nakon toga o tom iskustvu govori kao "rekreacijskom"

## Spekulacije
Nekoliko spekulativnih i još ne razjašnjenih hipoteza sugerira da endogeni DMT, kojega proizvodi ljudski mozak, sudjeluje u psihološkim i neurološkim stanjima. Kako je DMT prirodni spoj kojega stvara naše tijelo, neki vjeruju da igra ključnu ulogu u sanjanju, iskustvima bliske smrti i drugim mističnim stanjima. 
Postoje interesantni ne znanstveni pisci koji su govorili o DMT kao Terrence McKenna i Jeremy Narby. McKenna piše o svojim iskustvima s DMT-om na kojima je susretao entitete koje je opisao kao "Samo transformirajuće Machine Elves". Drugi izvještavaju o posjetima stranih inteligencija koje pokušavaju usaditi podatke. Ti "Machine Elf" su česta pojava kod uzimanja većih doza DMT-a. Sa znanstvene strane, možda je najbolje poznat Rick Strassmanov DMT: The Spirit Molecule, knjiga koja je 2010. prevedena na hrvatski pod nazivom DMT: Duhovna molekula.